# تركيز الكتلة
في الكمياء تركيز الكتلة أو التركيز الكتلي هو طريقة للتعبير عن تركيز مكون في المخلوط و ذلك بقسمة كتلة المكون بالنسبة لحجم المحلول ويرمز له بالرمز (ρ(i.

## الصيغة
{\displaystyle \rho _{i}={\frac {m_{i}}{V}}}
حيت {\displaystyle m_{i}}هي كتلة المكون في المخلوط أو المحلول و V هو حجم المخلوط أو المحلول

## وحدات القياس
في النظام الدولي للوحدات SI يقاس بوحدة كيلوجرام لكل متر مكعب kg/m3 ولكن في الشائع يقاس بالجرام لكل لتر g/l ، ولكن في بعض المختبرات يفضل أستخدام وحدة ميلي جرام لكل لتر mg/l